# Scalpellomorpha
Scalpellomorpha é uma subordem de crustáceos cirrípedes da ordem Pedunculata.

## Sistemática
A subordem Scalpellomorpha (Newman, 1987) inclui as seguintes famílias:
- Calanticidae Zevina, 1978
- Lithotryidae  Gruvel, 1905
- Pollicipedidae  Leach, 1817
- Scalpellidae Pilsbry, 1907